# Sarubobo

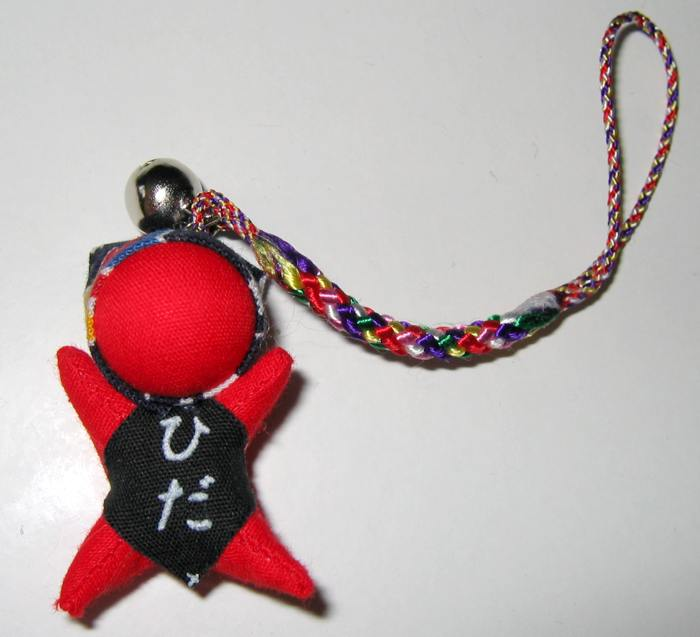
Ein Sarubobo als Handyanhänger

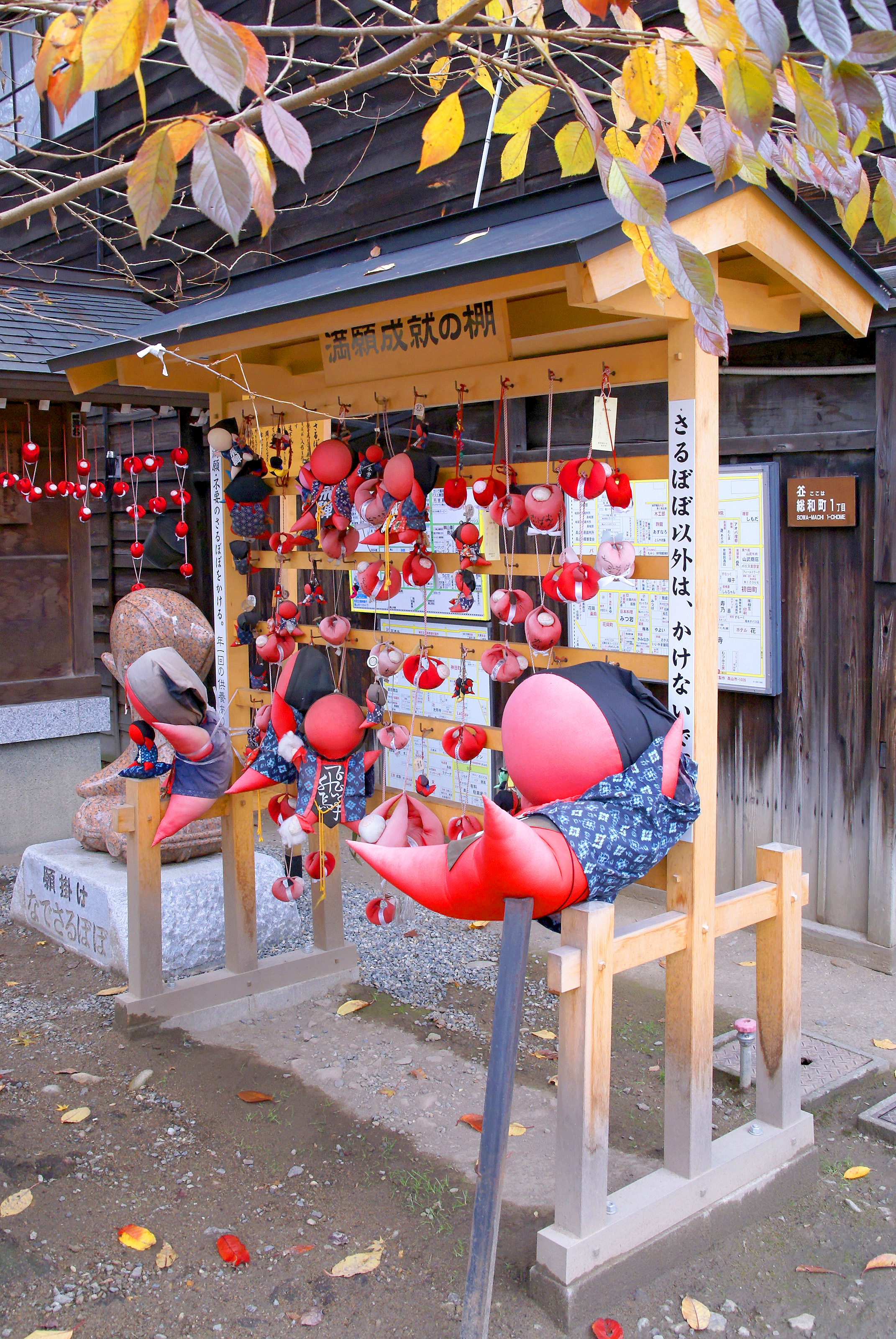
Ein Stand mit Sarubobos am Tempel Hida Kokubun-ji in Takayama in der Präfektur Gifu

Sarubobo (jap. さるぼぼ oder 猿ぼぼ) ist eine japanische traditionelle Stoffpuppe aus der für ihre Handwerkskunst bekannten Region Hida um Takayama.
Die Puppe stellt ein rotes Kleinkind ohne Gesicht, aber mit schwarzer Babyschürze dar. Saru steht für „Affe“ (猿), kann aber auch „Gefahren bzw. Krankheiten fernhalten“ (去る) bedeuten, während Bobo im Hida-Dialekt ein Baby bezeichnet.
Die Sarubobo dienten einerseits als Kinderspielzeug, andererseits jedoch auch demselben Zweck wie die Amagatsu-Holzpuppen, die gemäß dem während der Heian-Zeit aus China übernommenen Kōshin-Volksglauben Kleinkinder vor Gefahren schützen bzw. etwaige Gefahren auf die Puppe umlenken sollten. Zudem ist ein affenförmiger Puppentyp aus der Muromachi-Zeit bekannt, wobei dessen Form wohl darauf zurückgeht, dass Kōshin den Metall-Affe-Tag bezeichnet. Das Rot der Sarubobo wiederum diente als Abwehrfarbe gegen den Hōsōgami, einen Dämon, der für Windpocken verantwortlich gemacht wurde.
Heute sind Sarubobos beliebte Souvenirs (omiyage) aus Takayama. Während sie traditionell eine rote Farbe hatten, werden sie heute auch in anderen Farben verkauft, die je nach Farbe für Wohlstand, Gesundheit, Glück in der Liebe usw. sorgen sollen.